# Diksonsky (huyện)
Huyện Diksonsky (tiếng Nga: ? райо́н) là một huyện hành chính tự quản (raion), của Vùng Krasnoyarsk, Nga. Huyện có diện tích 200419 km², dân số thời điểm ngày 1 tháng 1 năm 2000 là 1100 người. Trung tâm của huyện đóng ở Dikson.